# Cláudia Pastor
Cláudia Maria Pastor (Barão de Cocais, 15 de julho de 1971) é uma basquetebolista e servidora pública brasileira.

## Biografia

### Primeiros anos
Cláudia nasceu em Barão de Cocais, município do interior de Minas Gerais, em 1971. Iniciou sua carreira no basquete por influência, que foi atleta do Minas.

### Carreira
Destacou-se numa equipe de Piracicaba, no interior de São Paulo, onde foi campeã sul-americana de basquete na categoria júnior.
Após conquistar o título sul-americano com a seleção brasileira em 1995, Cláudia foi convocada a jogar pela equipe principal do basquete brasileiro. Foi convocada a integrar a equipe que disputou os Jogos Olímpicos de Verão de 1996, realizados em Atlanta, nos Estados Unidos. Na semifinal, o Brasil derrotou a equipe da Ucrânia por 81 a 60. Na final, o Brasil foi derrotado pela seleção dos Estados Unidos, aos ser derrotado por 111 a 87, ficando assim com a medalha de prata. Após os Jogos Olímpicos, teve uma grave contusão no joelho, que acarretou em sua aposentadoria do esporte. A nível clubes, basicamente jogou a sua carreira no basquetebol de São Paulo, sendo na cidade de Campinas, seu último clube como profissional.
Com o fim de sua carreira esportiva, ingressou no funcionalismo público. Tornou-se servidora do setor judiciário, alocada no Tribunal Regional do Trabalho da 15.ª Região (TRT-15). Seu filho Maurílio Josef, aos treze anos desenvolveu um tumor no hipotálamo, área do sistema nervoso central. A cirurgia para retirada do tumor, só é realizada em Paris, capital da França. Para conseguir custear os custos da viagem e cirurgia, Cláudia, leiloou sua medalha conquista em 1996 em Atlanta, pelo valor de trinta mil reais. A cirurgia ocorreu de maneira satisfatória e Maurílio recuperou-se bem da operação.
No dia, 6 de outubro de 2018, Cláudia participou do programa Caldeirão do Huck, da Rede Globo, no quadro "Quem Quer Ser Um Milionário".